# Lina Merlin
Angelina "Lina" Merlin (15 de octubre de 1887 – 16 de agosto de 1979) fue una política italiana, reconocida por crear y promocionar la llamada "Ley Merlin", que abolió la prostitución regulada por el Estado en Italia. También fue activista y educadora y participó en el movimiento de resistencia italiano.

## Biografía

### Primeros años y estudios
Hija de Giustina Poli, maestra, y de Fruttuoso Merlin, secretario municipal, Lina nació en Pozzonovo y creció en Chioggia. En 1907 recibió un diploma que la calificó para enseñar en la escuela primaria. En 1914 obtuvo un título para enseñar francés en la escuela secundaria, pero prefirió seguir enseñando en la escuela básica primaria.

### Carrera
En marzo de 1926, al negarse a prestar juramento de lealtad al gobierno fascista italiano, fue destituida de su puesto como docente. En noviembre de ese año fue condenada a cinco años de prisión; su sentencia fue reducida y regresó a Padua en noviembre de 1929. Se mudó a Milán en 1930; para obtener su sustento, dio clases particulares de francés.
En 1919 ingresó en el Partido Socialista Italiano. Merlín contribuyó al semanario socialista Eco dei lavoratori y a la revista La Difesa delle lavoratrici. Durante la Segunda Guerra Mundial, participó activamente en la resistencia contra los fascistas. Hizo parte de la fundación de los Gruppi di difesa della donna o grupos de defensa de la mujer. En 1944 ayudó a fundar la Unione donne italiane y fue su presidenta durante tres mandatos.
En 1946 fue elegida miembro de la Asamblea Constituyente de Italia como miembro del Partido Socialista. Fue fundamental para garantizar la protección de los derechos de las mujeres y los niños en la nueva Constitución. En 1948 fue elegida para el Senado de la República Italiana y reelegida en 1953. Merlin se retiró del partido socialista en 1961 y no se presentó a la reelección después de que su mandato terminó en 1963.
El proyecto de ley para abolir la regulación de la prostitución en Italia (Ley n.º 75/1958) fue introducido en 1948 y, tras un largo y difícil proceso, fue finalmente aprobado a principios de 1958 y entró en vigor en septiembre de ese año. Merlin trabajó en el consejo municipal de Chioggia de 1951 a 1955.
Conoció a Dante Gallani en Milán; la pareja se casó en 1933, pero Gallani murió tres años después. Merlin murió en Padua en 1979 a los 91 años.